# Aethaloessa calidalis
Aethaloessa calidalis là một loài bướm đêm trong họ Crambidae.

## Hình ảnh

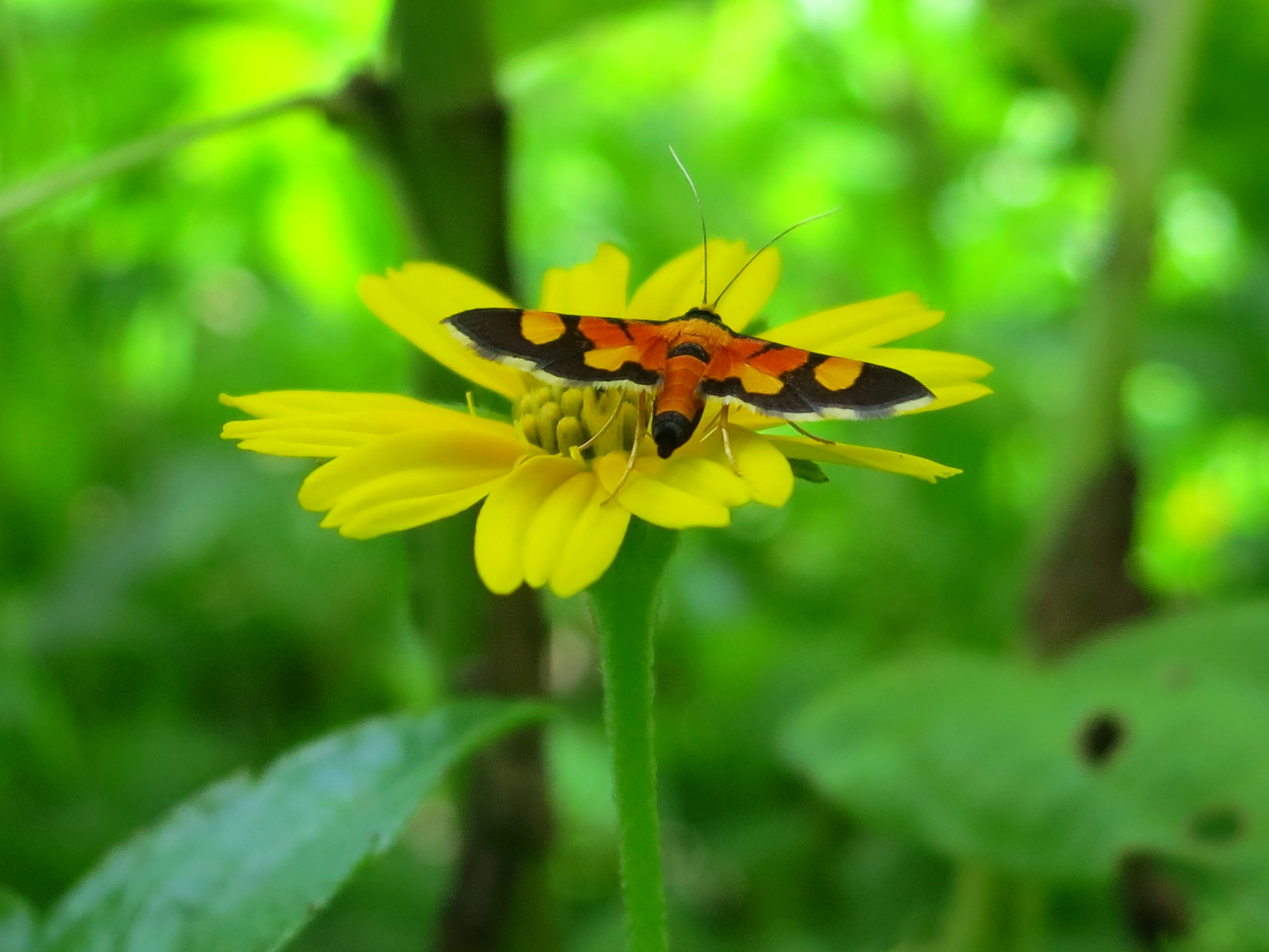